# Marek Forgáč

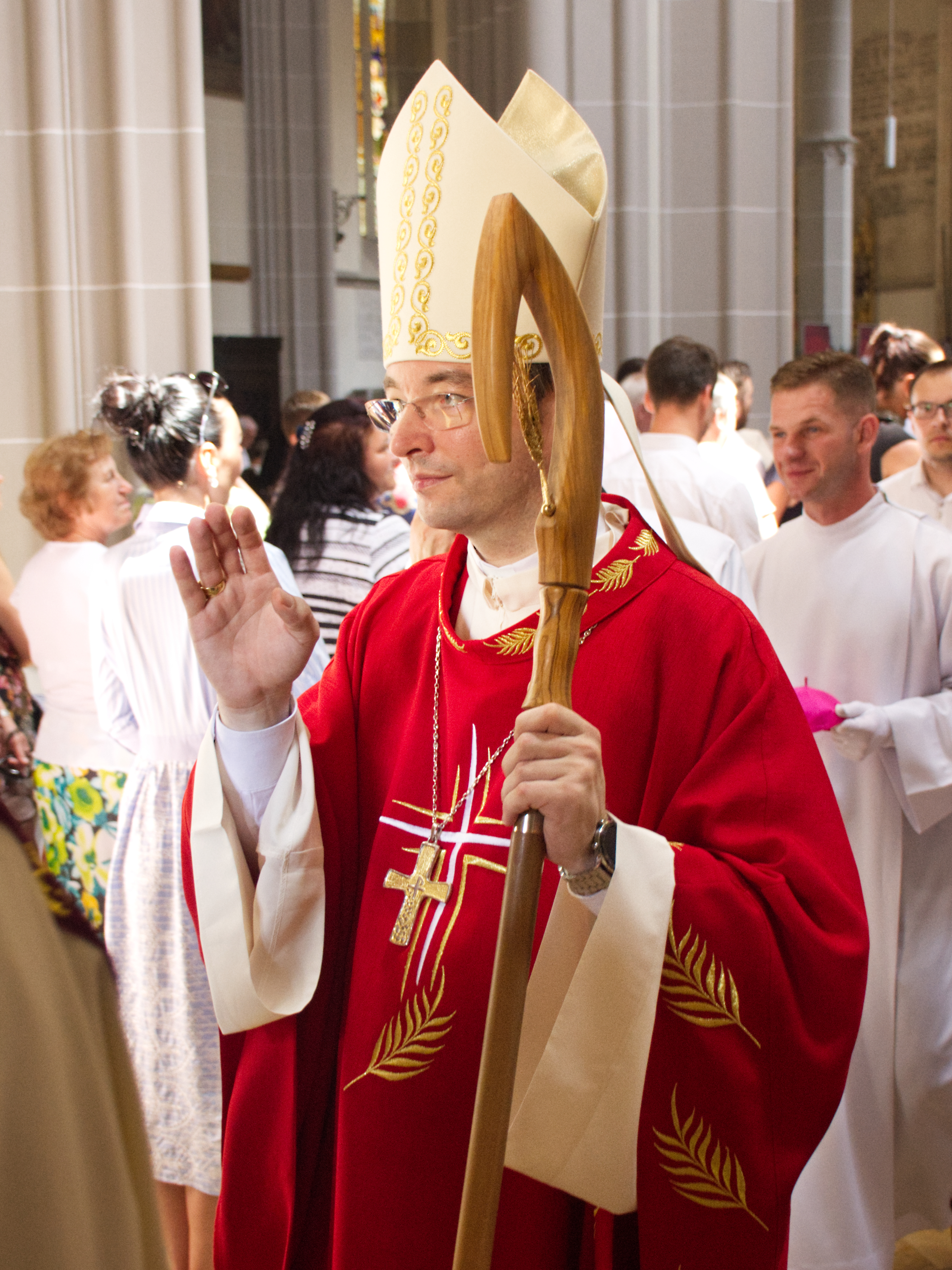
Marek Forgáč (2019)

Marek Forgáč (sinh ngày 21 tháng 1 năm 1974 tại Košice) là một giám mục người Slovakia của Giáo hội Công giáo. Ông nguyên là giám mục chính tòa của Seleuciana. Từ năm 2011 đến năm 2016, ông là trưởng Khoa Thần học của Đại học Công giáo ở Košice.
Vào ngày 11 tháng 6 năm 2016, Giáo hoàng Phanxicô đã bổ nhiệm Marek Forgáč làm giám mục phụ tá của Tổng giáo phận Košice và giám mục chính tòa của Seleuciana. Lễ tấn phong giám mục của Marek Forgáč diễn ra tại Nhà thờ St Elisabeth ở Košice vào ngày 1 tháng 9 năm 2016. Lê tấn phong do với chủ phong là Bernard Bober, Tổng giám mục của Košice và hai giám mục phụ phong là Hồng y Jozef Tomko, Tổng trưởng Bộ Truyền giáo Phúc âm cho các Dân tộc, và Mario Giordana, Sứ thần Tòa thánh. Lễ tấn phong diễn ra tại Sloviakia.